# (95824) Elger
(95824) Elger ist ein Asteroid des Hauptgürtels, der am 28. März 2003 von den Astronomen des Catalina Sky Survey entdeckt wurde.
Der Asteroid wurde nach dem britischen Selenographen Thomas Gwyn Elger benannt. Dabei wurde die Bedeutung seines Buchs The Moon aus dem Jahre 1895 für die Mondbeobachtung hervorgehoben.